# Galerina permixta
Galerina permixta är en svampart som först beskrevs av Peter D. Orton, och fick sitt nu gällande namn av David Norman Pegler 1975. Galerina permixta ingår i släktet Galerina och familjen Strophariaceae.   Inga underarter finns listade i Catalogue of Life.